# Gasarmatur

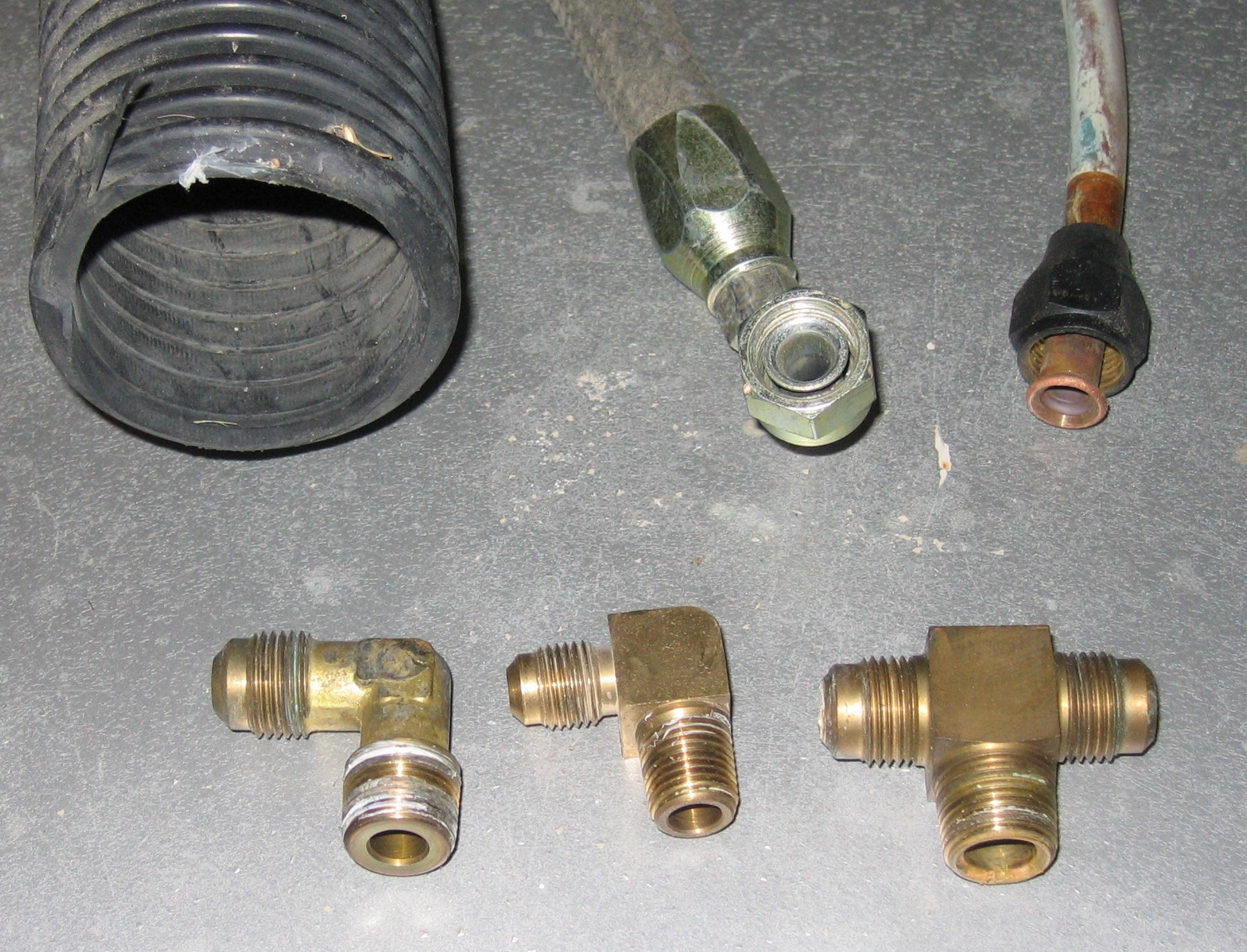
Armatur för motorgas i en bil

Gasarmatur är en samlingsbeteckning för ventiler, tryckregulatorer och annan utrustning som används i ett gassystem.